# Clements
Clements és una població dels Estats Units a l'estat de Minnesota. Segons el cens del 2000 tenia 191 habitants.

## Demografia
Segons el cens del 2000, Clements tenia 191 habitants, 76 habitatges, i 45 famílies. La densitat de població era de 194,1 habitants per km².
Dels 76 habitatges en un 35,5% hi vivien nens de menys de 18 anys, en un 51,3% hi vivien parelles casades, en un 3,9% dones solteres, i en un 39,5% no eren unitats familiars. En el 32,9% dels habitatges hi vivien persones soles el 13,2% de les quals corresponia a persones de 65 anys o més que vivien soles. El nombre mitjà de persones vivint en cada habitatge era de 2,51 i el nombre mitjà de persones que vivien en cada família era de 3,24.
Per edats la població es repartia de la següent manera: un 32,5% tenia menys de 18 anys, un 5,8% entre 18 i 24, un 29,8% entre 25 i 44, un 20,9% de 45 a 60 i un 11% 65 anys o més.
L'edat mediana era de 34 anys. Per cada 100 dones de 18 o més anys hi havia 118,6 homes.
La renda mediana per habitatge era de 35.000 $ i la renda mediana per família de 46.250 $. Els homes tenien una renda mediana de 33.000 $ mentre que les dones 16.406 $. La renda per capita de la població era de 15.204 $. Cap de les famílies i el 3,5% de la població estaven per davall del llindar de pobresa.

## Poblacions properes
El següent diagrama mostra les poblacions més properes.